# La Mort des oiseaux
Pour les articles homonymes, voir Les oiseaux se cachent pour mourir.
La Mort des oiseaux est un poème de François Coppée, issu du recueil Promenades et Intérieurs (V) publié en 1872.
Il est considéré comme l’une des poésies les plus connues de l’auteur. Par sa teneur bucolique et sa faible longueur, il a longtemps été proposé à l'étude ou à la mémorisation des enfants de l'école primaire française.

## Texte
Le soir, au coin du feu, j’ai pensé bien des fois,

À la mort d’un oiseau, quelque part, dans les bois,

Pendant les tristes jours de l’hiver monotone

Les pauvres nids déserts, les nids qu’on abandonne,

Se balancent au vent sur le ciel gris de fer.

Oh ! comme les oiseaux doivent mourir l’hiver !

Pourtant lorsque viendra le temps des violettes,

Nous ne trouverons pas leurs délicats squelettes

Dans le gazon d’avril où nous irons courir.

Est-ce que les oiseaux se cachent pour mourir ?
— François Coppée